# Lasioglossum latilabrum
Lasioglossum latilabrum là một loài Hymenoptera trong họ Halictidae. Loài này được Murao & Tadauchi mô tả khoa học năm 2006.